# Caenacris dissimilis
Caenacris dissimilis är en insektsart som beskrevs av Christiane Amédégnato och Marius Descamps 1979. Caenacris dissimilis ingår i släktet Caenacris och familjen gräshoppor. Inga underarter finns listade i Catalogue of Life.